# Georges Dumézil
Georges Dumézil (francês: [dymezil] (Paris, 4 de março de 1898 — Paris, 11 de outubro de 1986) foi um doutor em Ciência da Religião com tese defendida em 1924, filólogo comparativo francês, mais conhecido por sua análise da soberania e poder na religião e sociedade proto-indo-europeias. Dumézil é considerado um dos maiores contribuintes para o estudo da mitografia, em particular sua elaboração da hipótese trifuncional de classe social.